# Columbia County (Wisconsin)

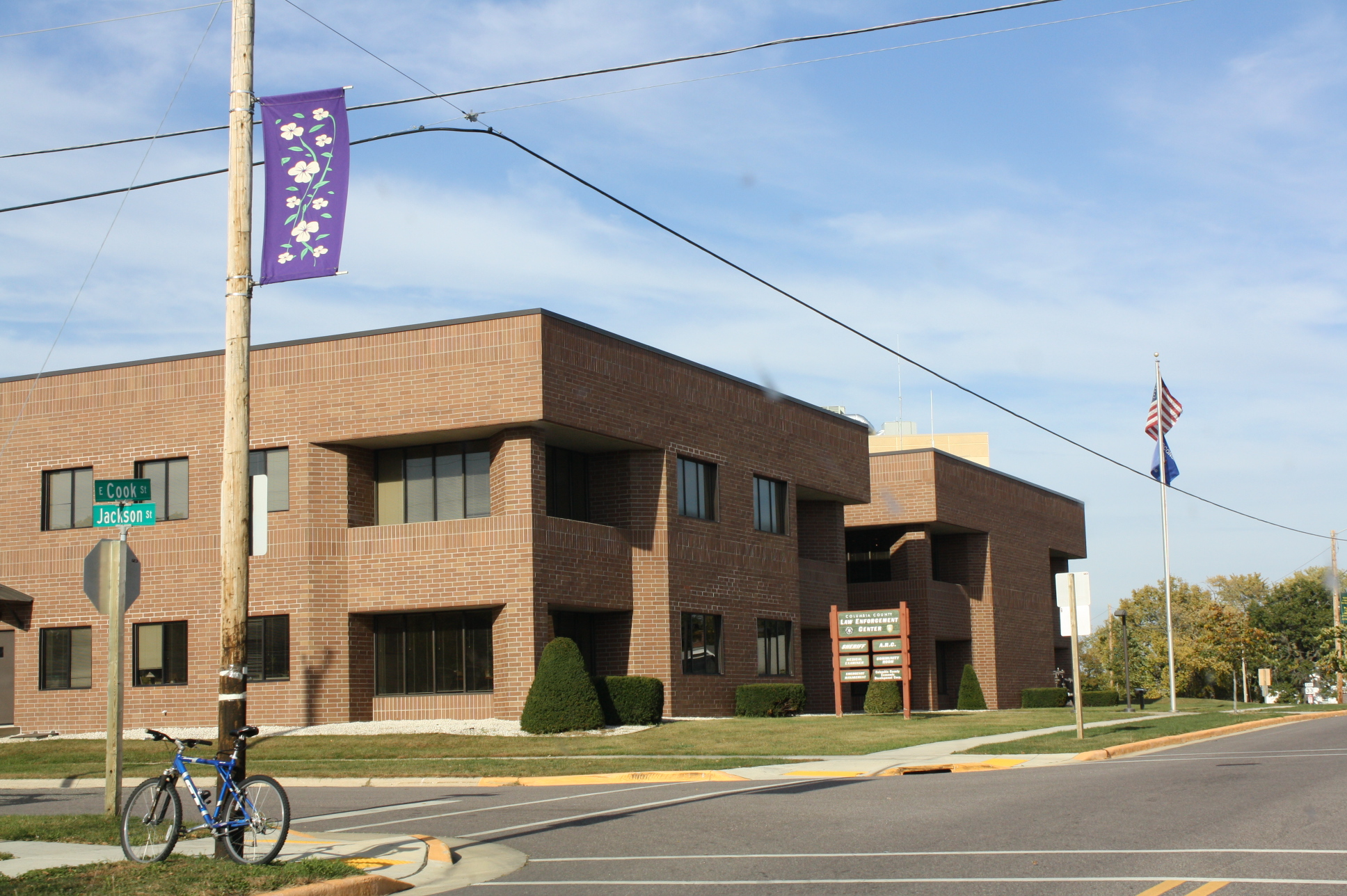
Columbia County Law Enforcement Center in Portage

Das Columbia County ist ein County im US-amerikanischen Bundesstaat Wisconsin. Im Jahr 2020 hatte das County 58.490 Einwohner und eine Bevölkerungsdichte von 29,2 Einwohnern pro Quadratkilometer. Der Verwaltungssitz (County Seat) ist Portage.
Das Columbia County ist Bestandteil der Metropolregion Madison.

## Geografie

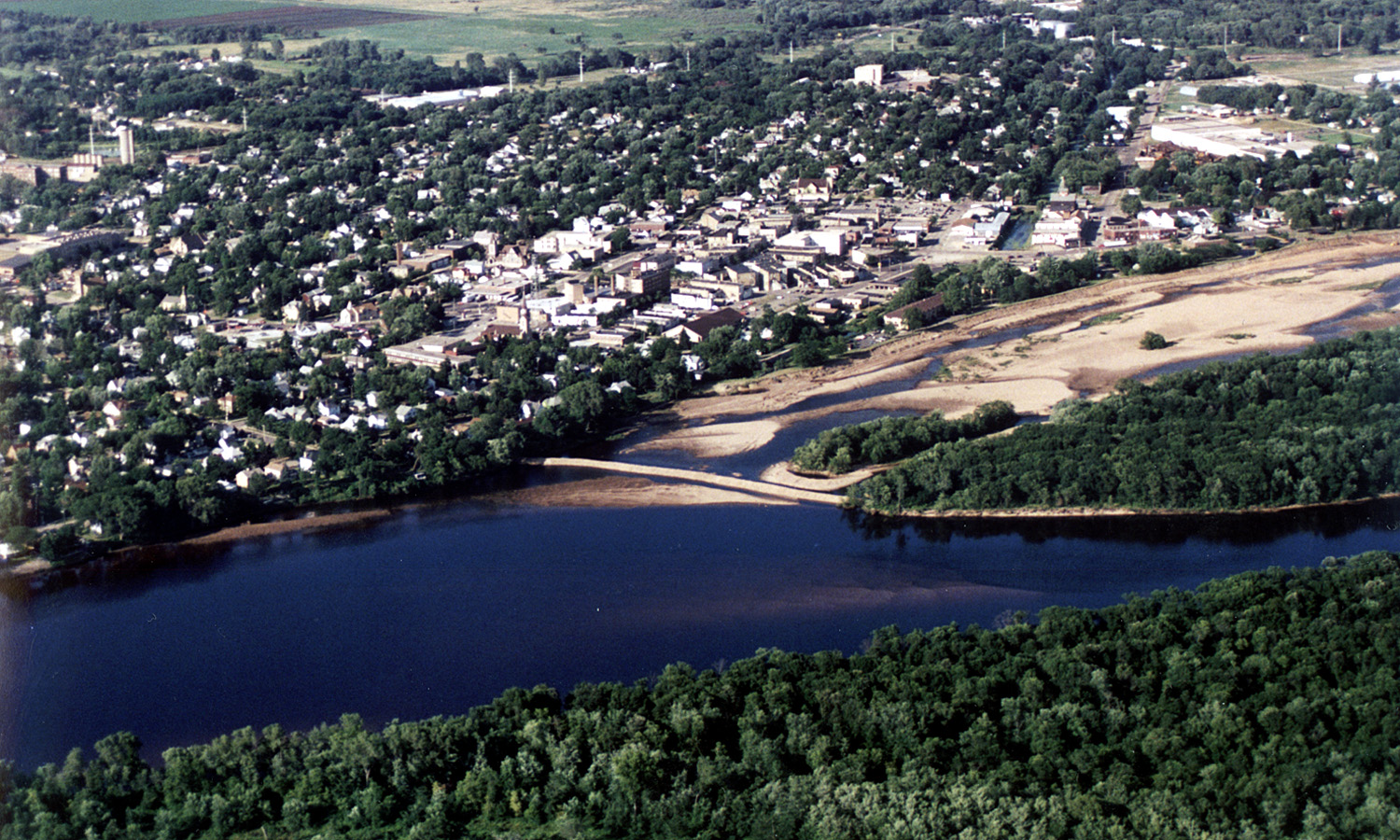
Südwestliches Ende des Portage Canal

Das County liegt im mittleren Süden von Wisconsin und hat eine Fläche von 2061 Quadratkilometern, wovon 57 Quadratkilometer Wasserfläche sind.
Im Westen wird das County vom Wisconsin River durchflossen, einem linken Nebenfluss des Mississippi. Im Norden des Countys entspringt der in den Michigansee mündende Fox River.
Die Wasserscheide zwischen beiden Flüssen wurde früher nahe der Stadt Portage durch den Portage Canal überbrückt. Über eine Reihe von Stauwerken und Schleusen beiderseits der Wasserscheide bildete der Fox–Wisconsin Waterway bis in die erste Hälfte des 20. Jahrhunderts eine Wasserstraße vom Mississippi zu den Großen Seen.
An das Columbia County grenzen folgende Nachbarcountys:
| Adams County, Juneau County | Marquette County | Green Lake County |
| Sauk County                 |                  | Dodge County      |
|                             | Dane County      |                   |

## Geschichte
Das Columbia County wurde 1846 aus Teilen des Portage County gebildet. Benannt wurde es nach Christoph Kolumbus.

## Bevölkerung
Nach der Volkszählung im Jahr 2010 lebten im Columbia County 56.833 Menschen in 22.888 Haushalten. Die Bevölkerungsdichte betrug 28,4 Einwohner pro Quadratkilometer. In den 22.888 Haushalten lebten statistisch je 2,4 Personen.
Ethnisch betrachtet setzte sich die Bevölkerung zusammen aus 96,3 Prozent Weißen, 1,4 Prozent Afroamerikanern, 0,6 Prozent amerikanischen Ureinwohnern, 0,6 Prozent Asiaten, 0,1 Prozent Polynesiern sowie aus anderen ethnischen Gruppen; 1,0 Prozent stammten von zwei oder mehr Ethnien ab. Unabhängig von der ethnischen Zugehörigkeit waren 2,6 Prozent der Bevölkerung spanischer oder lateinamerikanischer Abstammung.
22,7 Prozent der Bevölkerung waren unter 18 Jahre alt, 62,0 Prozent waren zwischen 18 und 64 und 15,3 Prozent waren 65 Jahre oder älter. 49,1 Prozent der Bevölkerung war weiblich.

Das jährliche Durchschnittseinkommen eines Haushalts lag bei 57.805 USD. Das Pro-Kopf-Einkommen betrug 28.160 USD. 8,7 Prozent der Einwohner lebten unterhalb der Armutsgrenze.

## Ortschaften im Columbia County
Citys
- Columbus2
- Lodi
- Portage
- Wisconsin Dells3

Villages
| - Arlington - Cambria - Doylestown - Fall River | - Friesland - Pardeeville - Poynette - Randolph2 | - Rio - Wyocena |

Census-designated place (CDP)
- Lake Wisconsin1

Andere Unincorporated Communities
| - Anacker - Belle Fountain - Dekorra - Durwards Glen - East Friesland - Englewood | - Harmony Grove - Ingle - Keyeser - Leeds - Leeds Center - Lewiston | - Lowville - Marcellon - North Leeds - Okee - Otsego |

1 – teilweise im Sauk County

2 – teilweise im Dodge County

3 – teilweise im Adams, Juneau und im Sauk County

## Gliederung
Das Columbia County ist neben den vier Citys und zehn Villages in 21 Towns eingeteilt:
| Town                     | Einwohner (2010) | FIPS     |
| ------------------------ | ---------------- | -------- |
| Town of Arlington        | 806              | 55-02825 |
| Town of Caledonia        | 1378             | 55-11900 |
| Town of Columbus         | 646              | 55-16475 |
| Town of Courtland        | 525              | 55-17325 |
| Town of Dekorra          | 2311             | 55-19375 |
| Town of Fort Winnebago   | 825              | 55-26725 |
| Town of Fountain Prairie | 887              | 55-26875 |

| Town              | Einwohner (2010) | FIPS     |
| ----------------- | ---------------- | -------- |
| Town of Hampden   | 574              | 55-32375 |
| Town of Leeds     | 774              | 55-43125 |
| Town of Lewiston  | 1225             | 55-43775 |
| Town of Lodi      | 3273             | 55-45375 |
| Town of Lowville  | 1008             | 55-46050 |
| Town of Marcellon | 1102             | 55-49150 |
| Town of Newport   | 586              | 55-57025 |

| Town               | Einwohner (2010) | FIPS     |
| ------------------ | ---------------- | -------- |
| Town of Otsego     | 693              | 55-60687 |
| Town of Pacific    | 2707             | 55-60925 |
| Town of Randolph   | 769              | 55-66175 |
| Town of Scott      | 905              | 55-72250 |
| Town of Springvale | 520              | 55-76225 |
| Town of West Point | 1955             | 55-86100 |
| Town of Wyocena    | 1666             | 55-89325 |